# Ça va pas changer le monde
Singles de Joe Dassin
L'Été indien
(1975) Salut / Et si tu n'existais pas
(1976)
Pistes de Le Costume blanc
Alors qu'est-ce que c'est
(6) Salut
(8)
Ça va pas changer le monde est une chanson de Joe Dassin, figurant sur l'album Le Costume blanc en 1975. Elle sort en janvier 1976 chez CBS comme premier 45 tours extrait de l'album.
Elle rencontre le succès, atteignant la première place du hit-parade du CIDD avec plus de 300 000 exemplaires vendus et se classe dans les hit-parades de plusieurs pays.

## Genèse et historique
En 1975, Toto Cutugno, qui a composé la version originale de L'Été indien, soumet à Joe Dassin une nouvelle composition. Mais, la trouvant mauvaise, Joe Dassin la ralentit et la retravaille jusqu'à obtenir ce qu'il souhaite.
D'abord parue en 1975 en face B d'un 45 tours promotionnel,, elle sort en janvier 1976 en face A d'un 45 tours à la vente en Europe sur le label CBS,. Au Canada, elle est également sortie en single avec en face B le titre L'Amour etc....
Joe Dassin interprète notamment la chanson à la télévision dans les émissions Ring Parade du 14 décembre 1975, Numéro un du 20 décembre 1975 et Système 2 du 20 juin 1976,,.

## Paroles
Court extrait : Ça va pas changer le monde, que tu changes de maison, il va continuer, le monde et il aura bien raison. Les poussières d'une étoile, c'est ça qui fait briller la voie lactée. On s'est aimés, n'en parlons plus, et la vie continue.

## Réception
Le 45 tours s'écoule à plus de 300 000 exemplaires en France. Il atteint la 1re place du classement officiel du Centre d'information et de documentation du disque (CIDD) et du Hit-Parade diffusé sur RTL, et atteint la 2e place du hit-parade francophone en Belgique. Il rencontre également le succès en Belgique néerlandophone, aux Pays-Bas et en Suisse. Hors Europe, Ca va pas changer le monde atteint le top 10 en Israël et au Québec,.

## Liste de titres
| 1. | Ça va pas changer le monde | Pierre Delanoë, Claude Lemesle, Vito Pallavicini | Joe Dassin, Pino Massara (it) | 3:00 |
| 2. | Il faut naître à Monaco    | Delanoë, Lemesle                                 | Dassin                        | 2:02 |

| 1. | Ça va pas changer le monde | Delanoë, Lemesle, Pallavicini | Dassin, Massara  | 3:00 |
| 2. | L'Amour etc... (Sundown)   | Delanoë, Lemesle              | Gordon Lightfoot | 2:35 |

## Classements
| Classement (1976)                       | Meilleure position |
| --------------------------------------- | ------------------ |
| Belgique (Flandre Ultratop 50 Singles)  | 16                 |
| Belgique (Wallonie Ultratop 50 Singles) | 2                  |
| France (CIDD)                           | 1                  |
| France (IFOP)                           | 2                  |
| Israël (IBA)                            | 8                  |
| Pays-Bas (Nederlandse Top 40)           | 23                 |
| Pays-Bas (Nationale Hitparade)          | 27                 |
| Québec (Palmarès francophone)           | 2                  |
| Suisse (Schweizer Hitparade)            | 15                 |

| Classement (1976) | Position |
| ----------------- | -------- |
| France (SNEP)     | 30       |

## Reprises et adaptations
En 1976, Joe Dassin enregistre également la chanson en espagnol sous le titre Esta no va a cambiar el mundo. Cette version sera incluse dans la compilation L'Intégrale sortie en 2009.